# Nikola Tesla
Nikola Tesla (født ca. 10. juli 1856 i Smiljan i Kejserriget Østrig (i det nuværende Kroatien), død 7. januar 1943 i New York) var en serbisk fysiker, opfinder og elektroingeniør. Tesla er anerkendt som en af de mest betydningsfulde videnskabsmænd i 1800-tallet og det tidlige 1900-tal. Hans patenter og teoretiske arbejder danner basis for moderne AC-systemer (vekselstrøm). Nikola Tesla opfandt vekselstrømsmotoren, som var grundlaget for udbredelse af vekselstrøm til almindelige forbrugere.
Nikola Tesla, som var af serbisk afstamning, blev født i den lille by Smiljan i Lika-regionen i Kejserriget Østrig (nu i Kroatien). Han var statsborger i Kejserriget Østrig (i 1867 Østrig-Ungarn). Han blev amerikansk statsborger i 1891. Han stod bag verdens første vekselstrømsmotor, som han proklamerede i et foredrag på et amerikansk universitet i 1888.

## Karriere
Tidligt i Teslas karriere arbejdede han for Thomas Edison med reparation og udvikling af maskiner. Det siges, at Tesla i 1885 tilbød at gøre Edisons generatorer mere effektive, hvortil Edison svarede: "Der er 50.000 dollars til dig, hvis du kan". Da Tesla havde brugt to måneder, med 20 timers arbejde om dagen, på at forbedre generatorerne, viste det sig at være en joke for sjov.
Det gjorde Tesla rasende, og selvom Edison tilbød ham næsten dobbelt løn, sagde Tesla op samme dag.
Efter arbejdet hos Edison skiftede han til en kulmine, en tid som han beskriver som meget smertefuld. De to opfindere blev bitre konkurrenter. Tesla fortsatte med at udvikle vekselstrømmen, mens Edison koncentrerede sig om jævnstrømmen.

## Wardenclyffe projektet
Tesla ønskede at teste energitransport på længere afstand, og i 1900 begyndte Tesla konstruktionen af laboratoriet Wardenclyffe. Imidlertid krakkede den amerikanske børs året efter, og Teslas hovedsponsor, J. Pierpont Morgan, som var en af årsagerne til krakket, kunne ikke støtte Tesla som før. Det bremsede opførelsen af Wardenclyffe. I 1903 stod Wardenclyffe næsten færdigt, og i 1917 måtte det lukke, og tårnet blev revet ned.

## Opfindelser
Tesla gjorde mange opfindelser, især vedrørende elektricitet.
Nogle af hans største opfindelser var radioen, Tesla-spolen, vekselstrøm, teleforce, induktionsmotoren, trådløs opladning m.m.

### Radiofjernstyring
Tesla var den første til at udnytte radiosignaler, som han brugte f.eks. i en fjernstyret båd han viste ved Madison Square Garden i 1898. "Da jeg først viste den gav det en stemning som ingen af mine andre opfindelser har gjort før. De fleste i publikummet kunne ikke læse, faktisk var publikummet så overrasket, at de ikke vidste om de skulle grine eller løbe." Det siges, at teorier om hvordan han kunne styre noget uden at røre ved det var, at han enten kunne magi eller havde trænet en abe til at styre den.

### Radiokommunikation
Det var imidlertid først efter sin død, at Tesla fik æren for den. De fleste steder nævnes italieneren Guglielmo Marconi som opfinder af radioen, men da Marconi i 1895 lancerede sin opfindelse, byggede den på forsøg, Tesla havde foretaget to år før. Marconi benægtede imidlertid, at han havde kendskab til Teslas forsøg, og det lykkedes ham at komme til at fremstå som opfinder af radioen. Først få måneder efter Teslas død i 1943 afgjorde USA's Højesteret, at Tesla var den egentlige opfinder

## Opkaldelser
Måleenheden for magnetisk feltstyrke, Tesla, er opkaldt efter ham.
El-bilfabrikken Tesla Motors med hjemsted i Californien, USA, er ligeledes opkaldt efter ham.

## Gallery
Teslas pas:
- Passport of Nikola Tesla, page 1, 1883